# Marea Galileei
Marea Galileei (cunoscută și ca Lacul Tiberiada, și Lacul Ghenizaret, Lacul Kinneret, Marea Tiberiadei, în limba ebraică: ים כנרת, în limba aramaică: بحيرة طبرية), este un lac de apă dulce, situat în nord-estul Israelului, la vest de Înălțimile Golan. Este lacul de apă dulce cel mai jos de pe pământ, și pe locul 2 după Marea Moartă (care este de fapt un lac sărat). Lacul este alimentat parțial de izvoare subterane, cel mai important contribuitor fiind însă râul Iordan care apoi curge spre sud prin Valea Iordanului revărsându-se în Marea Moartă.
Lacul furnizează aproximativ 25% din necesarul de apă dulce a Israelului fiind folosit pentru consum casnic și agricultură. Lacul a fost până foarte recent în pericol de secare dar după deschiderea a patru uzine de desalinizare a apei în Israel din ultimii ani (a 5-a fiind așteptată în curând), nevoia de pompare a apei din lac a scăzut.  
Lacul și împrejurimile sunt un obiectiv turistic foarte popular pentru milioane de vizitatori, atât localnici cât și străini, locurile din apropiere având semnificație specială pentru creștini.

## Nume
Numele actual al bazinului, Lacul Tiberiada, sună destul de puțin cunoscut pentru majoritatea turiștilor. Dar, la auzul numelui de "Ghenizaret" (în ebraică Ginossar) cei mai mulți fac legătura cu lacul pomenit în Biblie, Luca 5:1.
Acest rezervor de apă, care poartă și alte denumiri (Marea Galileei,Yam Kinneret în ebraică), figurează în mai multe episoade biblice. Numele arab contemporan al Lacului Tiberiada este "Bahr Tabariya".

## Geografie și hidrografie
Lacul Tiberiada este situat în nord-estul Israelului, in depresiunea Iordanului care este continuarea nordică a „Marelui rift sau Faliei Siro-Africane”. În epoci geologice îndepărtate, bazinul făcea parte din Marea Mediterană, care se întindea de la marginea nordică a teritoriului Israelului contemporan până la aproximativ 64 km sud de Marea Moartă.
Adâncimea Lacului Tiberiada ajunge la un maxim de numai 43 de metri, iar oglinda apei fluctuează între 209 și 215 m sub nivelul mării (nivelul apei crește iarna în anotimpul ploios și scade vara și este monitorizat încontinuu - vezi aici). Suprafața lacului este de 166 km².

## Istorie
Ținutul deluros din preajma acestui bazin este mai puțin populat decât zona de țărm al Mării Mediterane. În trecut însă, aici au existat orașe înfloritoare care întrețineau schimburi comerciale cu aproape întreaga lume cunoscută la vremea respectivă. Pe malurile lacului, se intersectau principalele artere comerciale de transport ale Orientului Apropiat. Nu este de mirare că unele dintre așezările antice au ajuns să fie menționate în Biblie. Până în ziua de astăzi, dintre ele a supraviețuit numai Tverya (Tiberias).
După Războiul de șase zile din 1967, Siria s-a retras de pe malul de nord-est al lacului, care de atunci se află în totalitatea sa în jurisdicția statului Israel.

## Descoperiri arheologice
În apele Mării Galileei a fost descoperit, în 1986, un vas de pescuit vechi din primul secol e.n. dar nu există dovezi care să confirme speculațiile că ar fi fost folosit de Iisus sau discipolii săi.

### Situl arheologic Ohalo
În 1989 și apoi în 1999, când apa lacului a scăzut foarte mult, s-au efectuat săpături la situl arheologic Ohalo II, care era de obicei acoperit de apă. Aici s-au descoperit cele mai vechi colibe acoperite cu stuf din lume, într-o mică așezare foarte bine conservată de vânători-culegători din perioada Paleoliticul superior, de acum 23.000 de ani.  Situl a fost acoperit de un strat de sediment și de apă, care au conservat o bogăție rară de elemente biologice precum zeci de mii de semnițe de fructe și de cereale, o saltea de ierburi care este cea mai veche dovadă de folosirea unui loc/pat special amenajat pentru dormit, o piatră plată folosită pentru zdrobirea sau măcinarea cerealelor și multe rămășițe animale, inclusiv sute de mii de oase de pește.   Aici au fost descoperite și culturile de grâne cele mai vechi din lume. Alte descoperiri includ unelte, un mormânt cu un schelet de bărbat de 35-40 de ani și un șirag de mărgele din scoici.

## Semnificația religioasă pentru creștini
Vizitatorii creștini care poposesc pe malurile Lacului Tiberiada (Tiberias), caută urme și locuri legate de viața lui Iisus Hristos.  Biblia menționează că aici Iisus i-a îndemnat pe Petru și pe trei alți apostoli să devină "pescari de oameni". După înmulțirea miraculoasă a pâinii și a peștilor, cu care a hrănit 5.000 de oameni în apropiere de Betsaida, Iisus le-a poruncit discipolilor să traverseze apa pentru a ajunge la Capernaum. În timpul călătoriei, un vânt a luat cu asalt lacul, speriindu-i de moarte pe discipoli care, fiind pescari cu experiență, știau prea bine ce pericol îi amenință. Iisus a sosit însă la ei mergând pe apă, a domolit vântul și a liniștit valurile.

## Turism și economie
În prezent, turismul reprezintă cea mai importantă activitate economică din regiune, milioane de turiști vizitând locurile istorice și spirituale din jurul lacului și îndeosebi orașul Tveria (Tiberia). Există planuri de completare a unui traseu de 60 km în jurul lacului din care 30 km sunt deja accesibili. În zonă se ține un maraton anual precum și un concurs anual de ciclism în jurul lacului. Concursul anual de înot este cel mai mare eveniment de înot din Israel.
Pentru creștini lacul și împrejurimile au o semnificație specială, datorită faptului că multe din minunile săvârșite de Iisus după Noul Testament s-au întâmplat în această zonă. În 2011 a fost dat în folosință un traseu numit "traseul lui Iisus", care combină zone pedestre, piste de ciclism și străzi și care trece prin locuri importante din viața sa și a discipolilor săi. Traseul are 65 de km, începe în Nazaret și se termină la Capernaum.
În lacul Tiberiada trăiesc diferite specii de pește iar pe maluri se află de asemenea păsări și animale precum cufundari, pelicani, broaște țestoase și raci de apă dulce. Sistemul complex de canale de irigații face posibilă cultivarea bananierilor, a curmalilor și a viței de vie.

## Climă
În regiunea lacului, clima este subtropicală, cu temperaturi medii multianuale de +14 °C în luna ianuarie și de +28 °C în luna august.